# Minuartia jacutica
Minuartia jacutica är en nejlikväxtart som beskrevs av Boris Konstantinovich Schischkin. Minuartia jacutica ingår i släktet nörlar, och familjen nejlikväxter. Inga underarter finns listade i Catalogue of Life.